# Constantin Dobrogeanu-Gherea

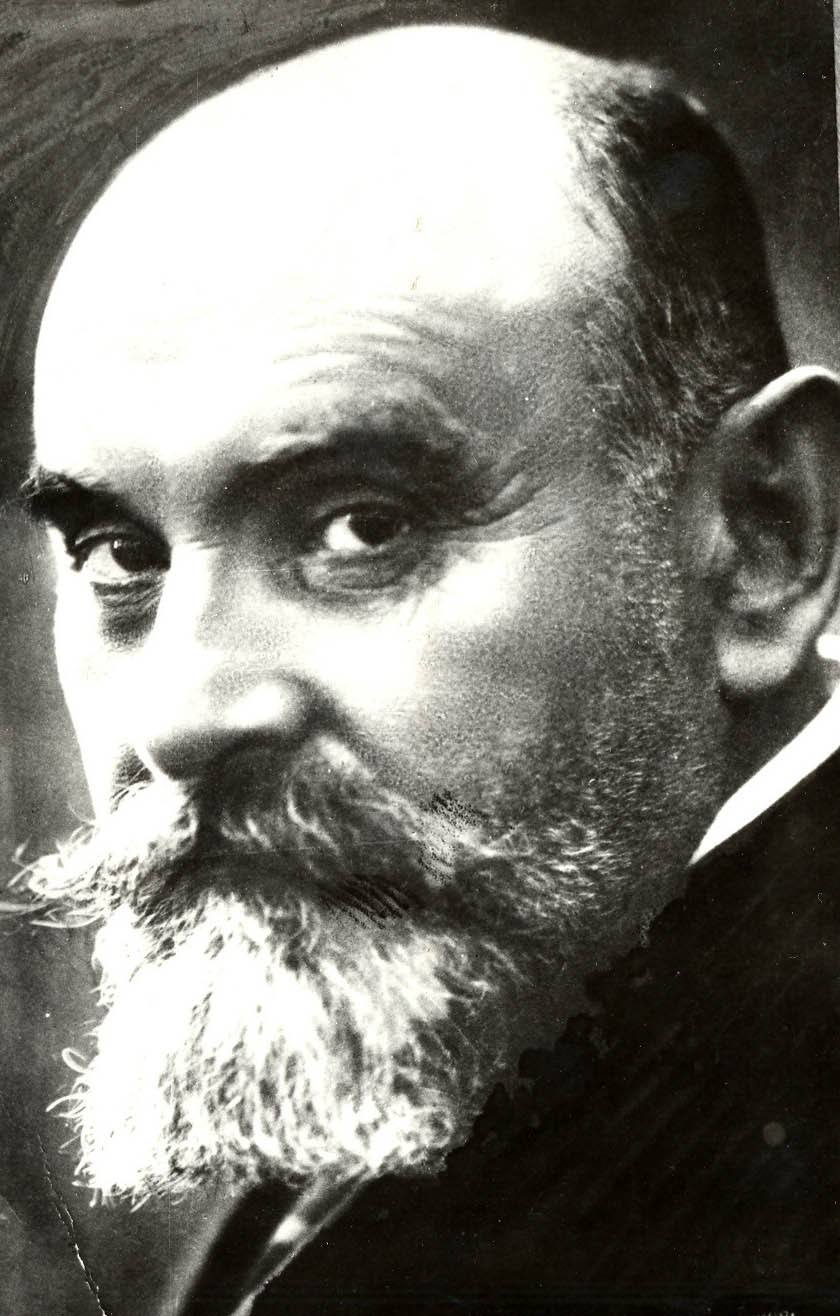
Constantin Dobrogeanu-Gherea

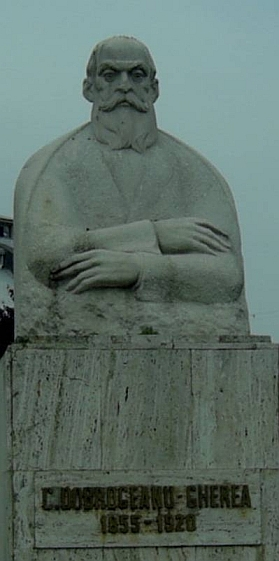
Statue von Dobrogeanu Gherea in Ploiești

Constantin Dobrogeanu-Gherea (* 21. Mai 1855 in Slawjanka, Gouvernement Jekaterinoslaw, Russisches Kaiserreich, heute Ukraine; † 7. Mai 1920 in Bukarest) war ein rumänischer Autor und Politiker.
Dobrogeanu-Gherea kam als Solomon Katz in einer jüdisch-ukrainischen Familie zur Welt. Er machte in Charkow das Abitur, betrieb dann aber in Slawjanka eine Zeit lang eine Schmiede und arbeitete auch später in Rumänien und auch in der Schweiz als Schmied oder Schlosser.
Später ging er nach Rumänien und gilt dort als der wichtigste Vordenker des Marxismus im 19. Jahrhundert. Er gehört zu der Generation von Ion Luca Caragiale, Mihai Eminescu und Titu Maiorescu.
Sein Hauptwerk Neo-iobagic oder Die neue Leibeigenschaft befasst sich mit den halbfeudalen Lebensverhältnissen der rumänischen Bauern.